# 萧作霖 (1908年)
萧作霖（1908年—1987年），男，湖南邵阳人，中国军事人物、政治人物，原国民党湖南省保安司令部中将副司令，湖北省政协副主席，第二届全国政协委员。

## 生平
1925年毕业于湖南邵阳县立师范学校。1926年考入黄埔军校第6期步科。1927年在汉口加入张发奎教导团，任连指导员。1928年第九军军部机械员。1929年3月，蒋介石讨伐桂系，萧在唐生智五路军总指挥部任政治部宣传科长。1929年12月，唐在郑州通电反蒋。兵败，萧返南京，被中央军校禁闭10余日。后任新编第二十师教导营副营长。1930年毕业于中央军校军官研究班第1期，1930同年6月任中央军校军政训处上尉指导员，1930年10月任私营南京晨报社社长。1932年10月任鄂豫皖剿总第三科少校科员。1933年任保定行营调查科少校科员，1933年6月任南昌行营调查科中校编审股长，参加力行社。任中国文化学会书记长兼怒潮剧社社长、中国文化协会上海分会常务理事、《中国革命周刊》社社长。1935年任复兴社湖南分社书记、军委会军政处上校设计委员。1936年任复兴社湖北分社书记、军事委员会政训处设计委员。
1937年任196师副师长、任豫皖绥靖公署（主任刘峙）民训处少将处长兼复兴社河南分社书记。1938年程潜出任第一战区司令长官、河南军官区司令官，萧作霖结实程潜并因政治理念相投开始了终身追随，萧作霖任第一战区政工处长、民训处处长兼河南军管区参谋长、军委会政治部北战线《阵中日报》社社长、同时兼任河南省训练团副团长和教育长。1939年随调任天水行营高级参谋、警卫师师长、军事委员会战时工作干部训练团第4团特训总队总队长，天水行营西北青年劳动营教育长。1940年初任甘肃平（凉）秦（天水）师管区司令。1941年追随程潜到从重庆，1941年任中央训练团兵役部干训班副主任。1942年任军事委员会少将高参。1944年6月任兵役部国民兵司中将司长。1945年陆军大学将官班甲级第2期毕业。
1948年8月追随程潜，任湖南省保安司令部副司令兼长沙中将警备司令，1948年12月兼任湖南省党政军联合办公厅主任。1949年8月4日在参加长沙起义。10月1日，应邀参加中华人民共和国开国大典。
1950年5月任湖南省军政委员会顾问、6月任中南军政委员会参事。1954年任武汉市人民委员会参事，1955年任武汉市建设局副局长、1961年任武汉市人民政府参事。1950年在武汉加入民革，曾任民革武汉市委主委，民革湖北省第五届委员会副主任委员，民革中央第五、六届中央委员，民革中央监察委员会常委，黄埔军校同学会理事，武汉市黄埔军校同学会副会长，全国政协第二、五、六届委员，武汉市六届人大常委会副主任，武汉市政协第五、六届副主席，湖北省第五届政协副主席。撰写文史资料有《追随程潜起义的前前后后》、《复兴社述略》等。